# Drakonetowate
Drakonetowate (Draconettidae) – rodzina morskich ryb okoniokształtnych.
Występowanie: Ocean Indyjski, Ocean Spokojny oraz Atlantyk.

## Cechy charakterystyczne
- ciało nagie (bez łusek), niskie
- głowa mała, spłaszczona
- długi trzon ogonowy
- dwie płetwy grzbietowe
- szerokie płetwy piersiowe
- płetwy brzuszne w położeniu gardłowym (przed piersiowymi)

## Klasyfikacja
Rodzaje zaliczane do tej rodziny:
Centrodraco — Draconetta